# Torre Ejecutiva Pemex
Der Torre Ejecutiva Pemex (Pemex Executive Tower) ist ein Wolkenkratzer in Mexiko-Stadt.
Das Gebäude wurde sehr erdbebensicher gebaut und konnte 1985 ein Erdbeben der Stärke 8,1 überstehen. Von der Fertigstellung 1984 bis August 2003 war der Torre Ejecutiva Pemex das höchste Gebäude Mexikos.
Am 31. Januar 2013 fand eine Explosion in dem Wolkenkratzer statt, die 25 Tote und hunderte Verletzte forderte.